# Destylat
Destylat – produkt destylacji (końcowy lub pośredni), który jest otrzymywany przez skroplenie par lotnych składników (zwykle jednego) destylowanej mieszaniny ciekłej. 
W przypadku wyodrębniania jednego związku chemicznego, z mieszaniny dwóch lub więcej związków, jego stężenie w destylacie jest tym większe, im bardziej różni się on temperaturą wrzenia od pozostałych, pod warunkiem, że mieszanina nie znajduje się w punkcie azeotropowym. Na czystość destylatu znaczny wpływ ma też tempo destylacji, które powinno być jak najwolniejsze, ale jednocześnie na tyle szybkie aby zapewnić ciągłość procesu.
Destylatem nazywa się też produkt odbierany u góry kolumny rektyfikacyjnej.